# Pontal do Paranapanema
O Pontal do Paranapanema é uma região com 18844,60 km², que compreende 32 municípios do estado de São Paulo. Se localiza no extremo oeste do estado de São Paulo, na região sudeste do Brasil, em uma posição estratégica considerando tanto sua proximidade com os estados de Mato Grosso do Sul e Paraná quanto o advento do Mercosul.
Sua população total estimada em 2010 é de 583.703 habitantes, sendo 89,74% desse total concentrada em áreas urbanas, segundo o Censo do ano de 2010 do IBGE. Na região do Pontal do Paranapanema, testemunhou-se a partir das últimas décadas do século passado muitos conflitos sociais relativos à concentração de terras, envolvendo disputas entre movimentos populares, como o MST (Movimento dos Trabalhadores Rurais Sem-Terra), e os latifundiários. Os participantes do MST lutam pela reforma agrária reivindicando a utilização das terras em desuso e terras de especulação para a realização de reforma. A comunidade acadêmica tem estado consciente e preocupada com esta situação e, portanto, tem desenvolvido estudos e pesquisas sobre o assunto, tanto individualmente quanto através de grupos de pesquisa. A Universidade Estadual Paulista, possui dois campi na região, localizados nos municípios de Presidente Prudente e Rosana.

## Geografia

### Cidades
As cidades que compõem o Pontal do Paranapanema são:

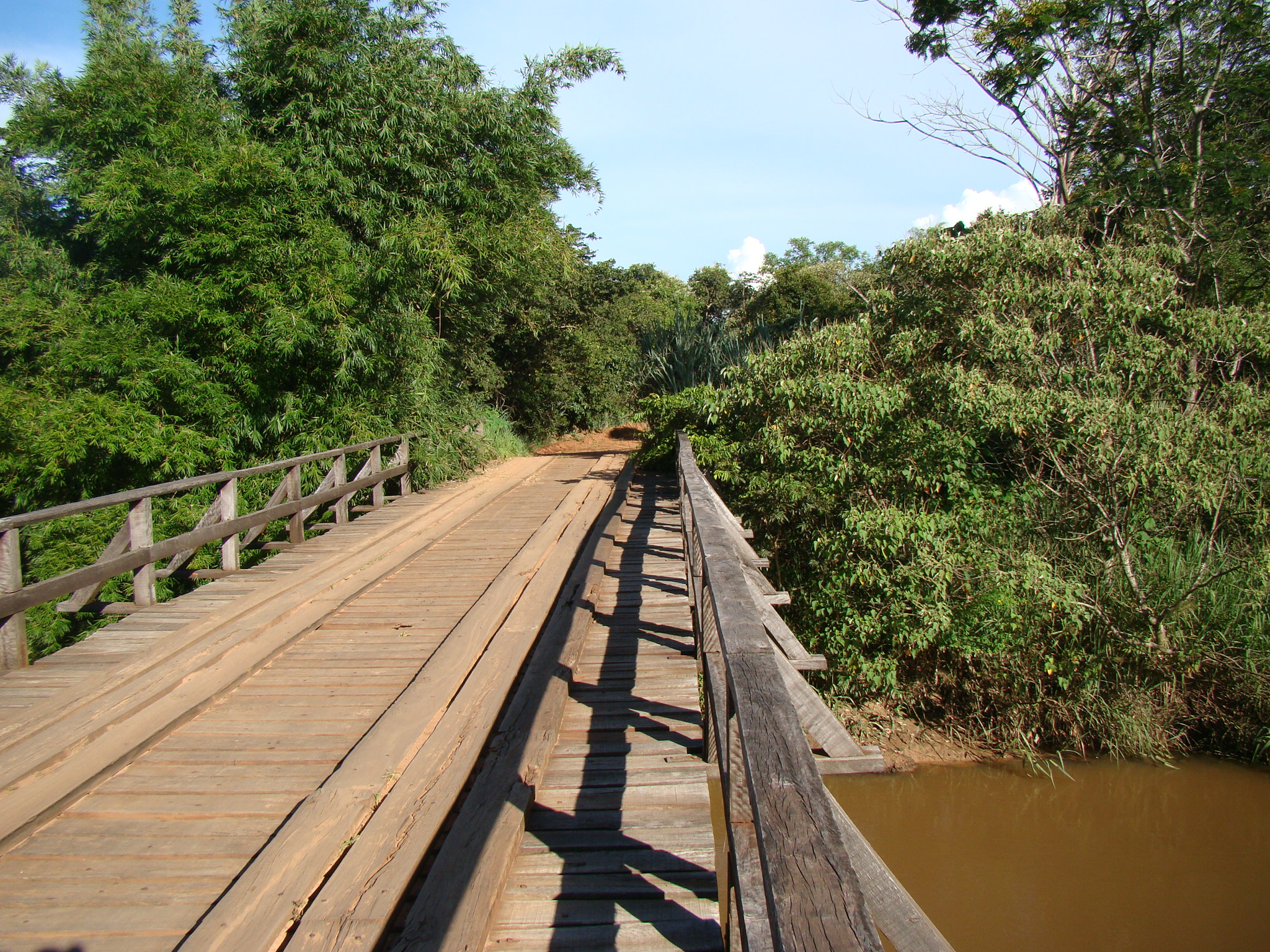
Ponte sobre o Rio Pirapozinho em Sandovalina.

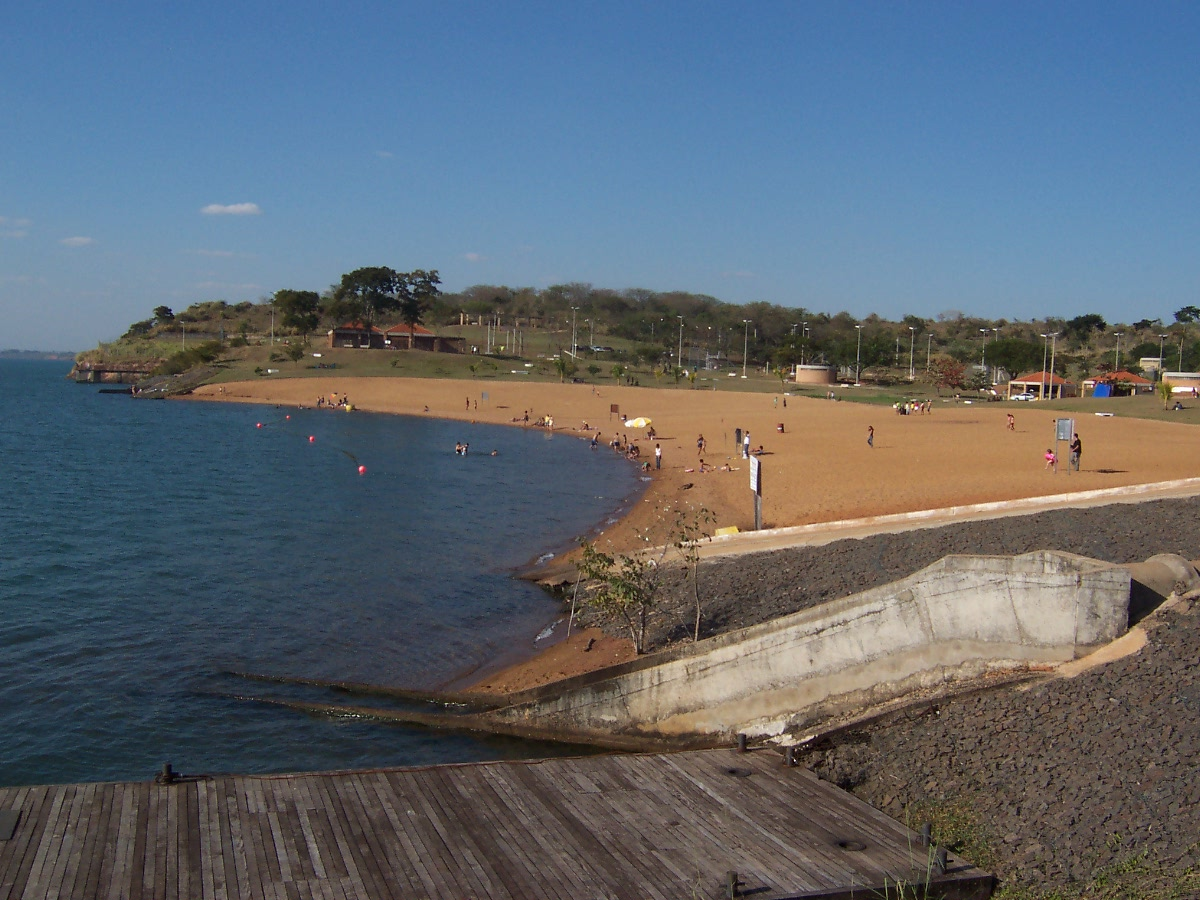
Rio Paraná, no município de Presidente Epitácio teve seu nível das águas elevado para construção de uma hidroelétrica.

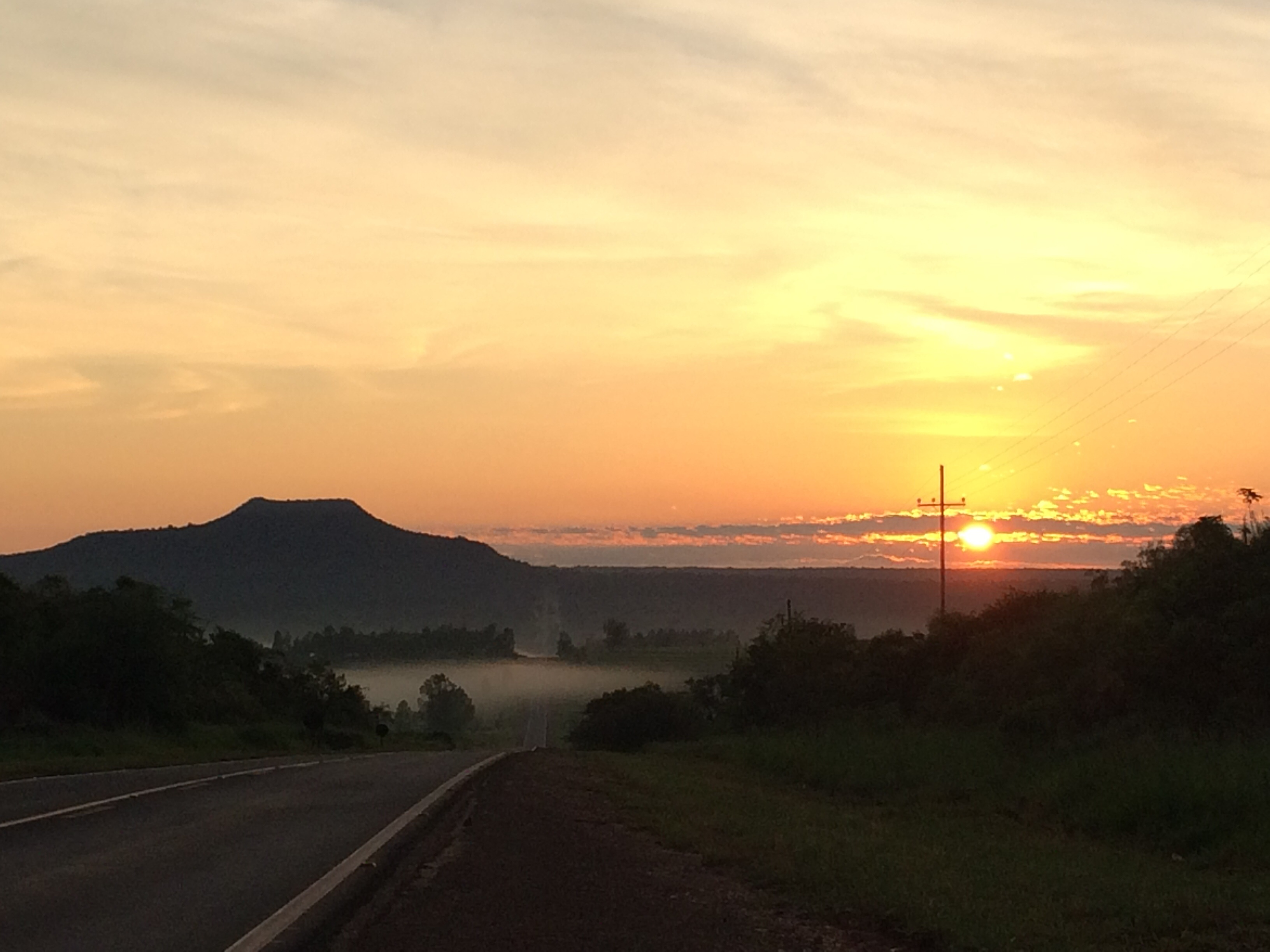
Parque Estadual Morro do Diabo, no município de Teodoro Sampaio.

| Cidade                     |
| -------------------------- |
| Alfredo Marcondes          |
| Álvares Machado            |
| Anhumas                    |
| Caiuá                      |
| Caiabu                     |
| Emilianópolis              |
| Estrela do Norte           |
| Euclides da Cunha Paulista |
| Iepê                       |
| Indiana                    |
| João Ramalho               |
| Marabá Paulista            |
| Martinópolis               |
| Mirante do Paranapanema    |
| Nantes                     |
| Narandiba                  |
| Piquerobi                  |
| Pirapozinho                |
| Presidente Bernardes       |
| Presidente Epitácio        |
| Presidente Prudente        |
| Presidente Venceslau       |
| Rancharia                  |
| Regente Feijó              |
| Ribeirão dos Índios        |
| Rosana                     |
| Sandovalina                |
| Santo Anastácio            |
| Santo Expedito             |
| Taciba                     |
| Tarabai                    |
| Teodoro Sampaio            |

## História
A grilagem de terras foi o instrumento para a ocupação das terras no Pontal do Paranapanema. A história da grilagem de terras nesta região tem seu início em maio de 1856, quando Antônio José de Gouveia chega à região e extrai o registro paroquial de uma imensa gleba de terras, à qual dá o nome de Fazenda Pirapó-Santo Anastácio. A descrição do grilo é a seguinte: [...] os limites da fazenda vão desde a barranca do Rio Paranapanema, seguindo por 10 léguas o Rio Paraná acima e voltando-se para leste, pelas vertentes do Rio Pirapó, até encontrar-se de novo com o Rio do Paranapanema.
Faz-se necessário atentar que após 1850, a Lei de Terras permitia a legitimação das terras ocupadas até 1856 e proibia as ocupações de terras devolutas, determinando sua aquisição unicamente por meio da compra. As terras que não foram regulamentadas a partir das determinações da Lei de Terras de 1850 passaram a ser consideradas como devolutas.
Antônio José Gouveia, primeiro a se apropriar das terras, vendeu sua posse a Joaquim Alves de Lima, em 1861. Com o falecimento deste último quem assume a Pirapó-Santo Anastácio é seu filho João Evangelista de Lima. Este tentou legitimar a posse da terra, porém a inabilidade e as nulidades na área jurídica junto a erros técnicos, fez com que o governador Prudente de Morais considerasse “imprestável e nula a medição”. Mesmo antes de sair a sentença sobre a fazenda Pirapó-Santo Anastácio, mais tarde Evangelista realizou uma permuta entre as glebas griladas junto a Manuel Pereira Goulart, que passou a controlá-la.
Goulart na necessidade do reconhecimento oficial das terras devolutas ocupadas, para tanto, encaminhou petição ao Ministério da Agricultura solicitando permissão para receber colonos estrangeiros na Pirapó-Santo Anastácio, a resposta foi favorável. A partir daí, Goulart vendeu, trocou e doou terras.
Em razão do grande contingente de populações que chegavam a região, em razão da construção da ferrovia em direção ao Vale do Paranapanema, começou-se a multiplicar-se a compra de algumas terras da Fazenda, que apesar de adquiridas não eram ocupadas o que proporcionava a invasão por intrusos que apresentavam “título de propriedade” falso. 
Eram necessárias a medição e a divisão dessa imensa gleba, dando início a um dos mais volumosos processos de litígio de terras do estado de São Paulo. Em 1930, o governo do Estado de São Paulo negou a partilha da Pirapó-Santo Anastácio, alegando ser nulo o processo divisório, já que os títulos originais da posse e domínio dos particulares sobre as terras da aludida fazenda foram falsificados criminosamente, lesando o patrimônio do Estado. Assim, todos os títulos referentes ao imóvel, desde o registro paroquial de 14 de maio de 1856 até a permuta feita em janeiro de 1890 entre João Evangelista de Lima e Manuel Pereira Goulart, foram considerados falsos ou nulos e sem valor jurídico. Nestas circunstâncias, essas terras eram de domínio do Estado, por serem devolutas.
Em 1932, a Secretaria da Agricultura do Estado divulga uma nota oficial comunicando ser perigosa a compra de terras no Pontal do Paranapanema, por serem devolutas. Mesmo assim os negócios continuaram. Os compradores que se deslocavam para o Oeste Paulista onde queriam comprar terras e os grileiros queriam ofertar. E para assegurar o procedimento dessas atividades, eles apelavam incansavelmente contra as decisões judiciais do Estado. As ocupações e vendas irregulares das terras desta região prosseguiram mesmo com a rejeição do governo do Estado em 1935 o senhor Alfredo Marcondes chega a fundar na capital da República a época a cidade do Rio de Janeiro, a Companhia Imobiliária e Agrícola Sul-Americana.
Após a morte de Alfredo Marcondes, novos grileiros ocupavam a região como Sebastião Camargo, o povoado de Rosana, foi fundado com tal denominação tendo em vista o nome da filha de Camargo. No ano de de 1954, a Imobiliária e Colonizadora Camargo Correia lançou um edital de loteamento da recém fundada cidade de Rosana. O Estado embargou o loteamento na justiça, por se tratar de terras públicas. O dono da empresa não esperou a sentença e começou a vender os lotes. Neste mesmo ano, na Assembléia Legislativa, começou a batalha parlamentar a respeito da peleja do Pontal: de um lado existiam os deputados simpáticos aos grileiros que queriam revogar os decretos das reservas florestais; de outro os deputados que defendiam a manutenção daquelas áreas, em nome do interesse público.
A grilagem de terras continuou sendo um elemento estruturante da questão agrária no Pontal do Paranapanema. Este elemento, evidentemente, gerou conflitualidades entre grileiros e camponeses, grupo que cresceu de forma exponencial a partir da segunda metade do século XX. Em Santo Anastácio, a Liga Camponesa estabelecida em abril de 1946 sob influência do PCB – Partido Comunista Brasileiro representava os interesses dos pequenos agricultores e trabalhadores rurais, ou seja, da classe trabalhadora rural, por conseqüência fortalecendo o partido na região (WELCH, 2009).
Além da defesa dos interesses dos camponeses as ligas lutavam pela reforma agrária, sendo assim, vista pela por latifundiários como ameaça a ordem e a propriedade privada. A Liga fora compreendida como uma organização representativa, por parte da classe trabalhadora rural. Em junho de 1946 a Liga fora fechada. Também, diante das repressões do Estado, o PCB foi fechado e posto na ilegalidade obrigando a manter relações clandestinas durante a década de 1950. As ligas camponesas no Pontal foram uma breve experiência de organização dos camponeses na luta contra a grilagem que se consolidara somente quatro décadas depois, ou seja, na década de 1990 com a chegada do Movimento dos Trabalhadores Rurais Sem Terra (MST).

## Flora
Na década de 1940 inicia-se na região um amplo processo de desmatamento e ocupação agrícola para implantação de fazendas de criação de gado, cultivo de algodão e amendoim. Muitas fazendas da região foram construídas através do abuso do trabalho de posseiros e imigrantes que trabalhavam com a promessa de posteriormente poder produzir na área, mas acabavam sendo expulsos ou eliminados das terras.

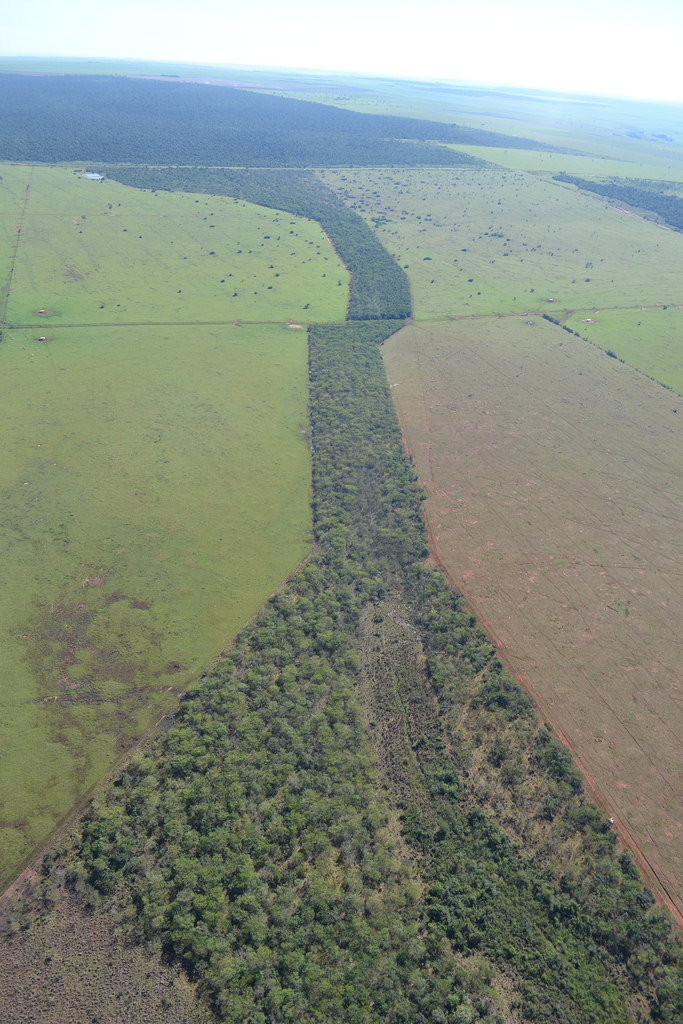
Corredor ecológico implantado no Pontal do Paranapanema pelo Instituto de Pesquisas Ecológicas.

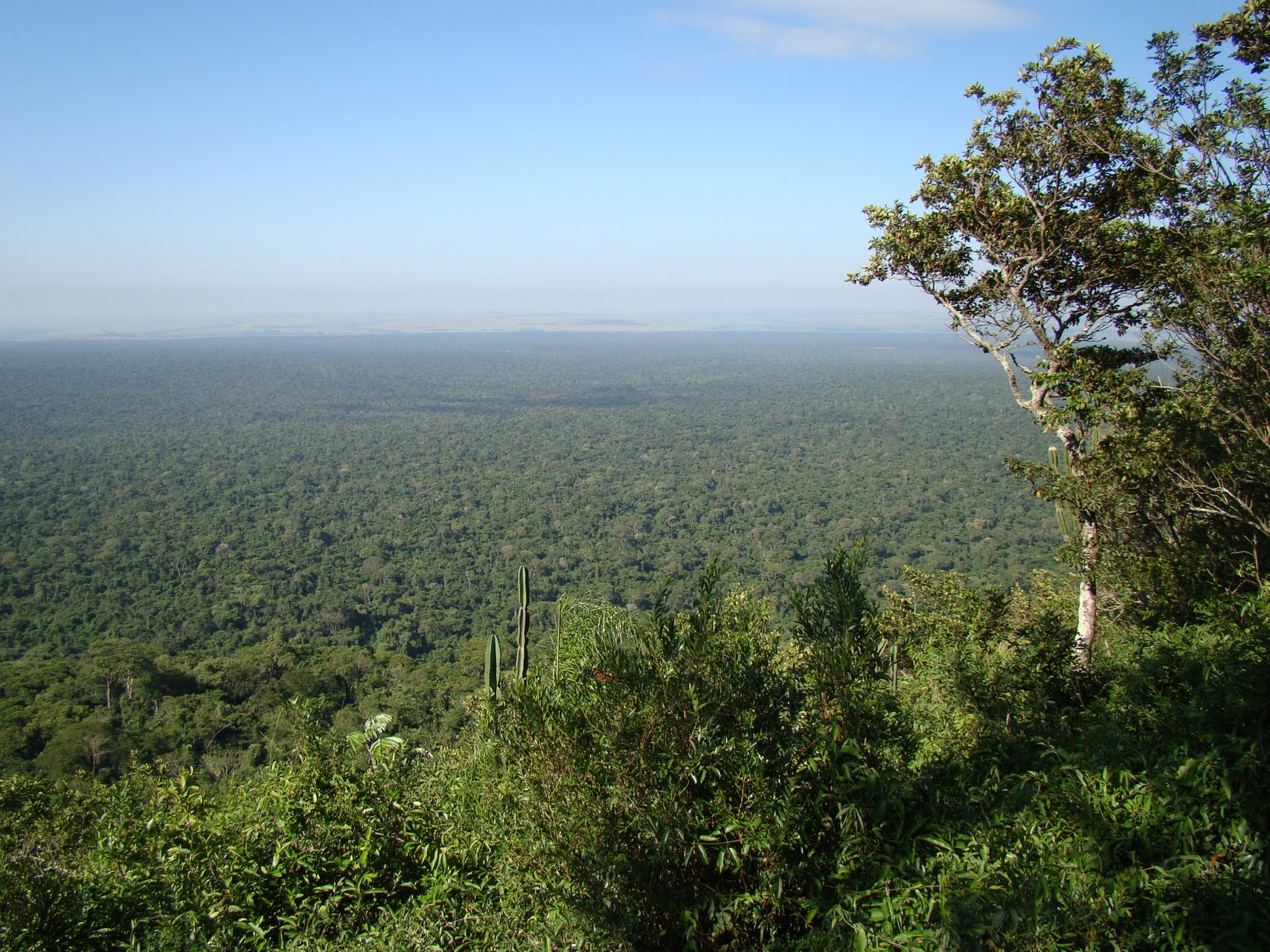
Vista da vegetação do Morro do Diabo

A expansão da fronteira agrícola e da criação de pasto para gado bovino provocou graves impactos ambientais, como: erosão, exaustão do solo, assoreamento dos córregos, etc. Na mesma década o governo estadual criou três reservas florestais para conservação da fauna e flora, sendo elas: Lagoa São Paulo, Morro do Diabo e Grande Reserva do Pontal. Dentre as reservas criadas apenas a reserva florestal Morro do Diabo restou, as outras foram consumidas pelo avanço da pastagem. O desmatamento ocorreu de maneira intensa no período de 1945 a 1965 contribuindo para o processo de degradação do meio ambiente e destruição das reservas florestais existentes no Pontal do Paranapanema.
Assim sendo, além do próprio Parque Estadual do Morro do Diabo, restaram no Pontal alguns fragmentos isolados que, desde 1980, têm sido alvo incessante das lutas conservacionistas de organizações e ambientalistas preocupadas em mantê-los a todo custo, mesmo porque o diploma legal que criou a Grande Reserva do Pontal não foi revogado, estando os mesmos inseridos neste espaço geográfico.
O Instituto de Pesquisas Ecológicas desenvolve na região do Pontal do Paranapanema, projetos de manejo conservacionista, no qual diversas atividades são realizadas para promover a conservação da biodiversidade local. Uma atividade realizada é a implementação de corredores florestais, outra atividade executada para facilitar o fluxo gênico, são os “Trampolins Ecológicos”, que são pequenas manchas de árvores que aumentam a conectividade entre fragmentos florestais. A partir dessa estratégia, busca-se a mudança do paradigma de para corredores ecológicos, ou redes compostas por conjuntos de Unidades de Conservação sob diferentes características de manejo, incluindo os remanescentes florestais sob domínio privado, distribuídos em áreas representativas das diferentes comunidades florísticas e faunísticas dos ecossistemas amazônicos e da Mata Atlântica.